# Rallye auto Charlevoix
Le Rallye auto Charlevoix (puis Rallye international de Charlevoix) est un rallye automobile de performance canadien sur terre organisé de 1987 à 2002 autour de la MRC Charlevoix.

## Histoire
Durant cette période, il est incorporé au Championnat du Canada des rallyes (CRC) entre 1990 et 2002, et comptabilisé durant la même période en Coupe d'Amérique du Nord des rallyes. Il entre en phase d'observation FIA en 2000 et 2001 mais il disparaît du calendrier noraméricain en 2003.
Il renaît sous l'appellation simple de Rallye de Charlevoix (Rallye CHX) après une éclipse de 7 ans, et est immédiatement inclus dans le championnat du Québec des rallyes (CRQ) en 2009. En 2011 il est remporté par le québécois Antoine L'Estage associé à John Buffum alors âgé de 68 ans sur Mitsubishi Lancer Evo X, 20 ans après le premier succès de ce dernier comme navigateur auprès de son propre gendre Paul Choiniere. Il est organisé par le Club Rallye De Charlevoix inc. (CRDC).
Son parcours automnal passe notamment dans la région charlevoisienne par la ville de Clermont (Charlevoix-Est) avec un parcours urbain, et par La Pax-Saint-Hilarion, ou la très courte spéciale « La PAX » rassemble un public compact.
John Buffum et Frank Sprongl l'ont remporté à 4 reprises.

## Palmarès en CRC
| Édition                                | Année | Pilote                | copilote             | Voiture                  |
| -------------------------------------- | ----- | --------------------- | -------------------- | ------------------------ |
| 1er Rallye auto Charlevoix             | 1987  | Alain Bergeron (QC)   | Serge Boisvert (QC)  | Toyota Corolla           |
| 2e Rallye auto Charlevoix              | 1988  | Alain Bergeron (QC)   | Raymond Cadieux (QC) | Toyota Celica 4WD        |
| 3e Rallye auto Charlevoix              | 1989  | Wojtek Grabowski (AB) | Jurek Dabrowski      | Toyota Celica 4WD        |
| 4e Rallye auto Charlevoix              | 1990  | Paul Choiniere        | John Buffum          | Audi Quattro S1          |
| 5e Rallye auto Charlevoix              | 1991  | Frank Sprongl (ON)    | Dan Sprongl (ON)     | Audi Quattro S1          |
| 6e Rallye auto Charlevoix              | 1992  | Carl Merrill          | J.Jon Wickens        | Ford Escort Cosworth     |
| 7e Rallye auto Charlevoix              | 1993  | Carl Merrill          | J.Jon Wickens        | Ford Escort Cosworth     |
| 8e Rallye auto Charlevoix              | 1994  | Frank Sprongl (ON)    | Dan Sprongl (ON)     | Audi Quattro S2          |
| 9e Rallye auto Charlevoix              | 1995  | Frank Sprongl (ON)    | Brian Maxwell (ON)   | Audi Quattro S2          |
| 10e Rallye auto Charlevoix             | 1996  | Celcuk Karamanoglu    | Yorgi Bittner        | Eagle Talon              |
| 11e Rallye auto Charlevoix             | 1997  | Frank Sprongl (ON)    | Dan Sprongl (ON)     | Audi Quattro S2          |
| 12e Rallye auto Charlevoix             | 1998  | Tom McGeer (ON)       | Trish McGeer (ON)    | Subaru Impreza WRX       |
| 13e Rallye auto Charlevoix             | 1999  | John Buffum           | Lance Smith          | Mitsubishi Lancer Evo IV |
| 1er Rallye international de Charlevoix | 2000  | Tom McGeer (ON)       | Mark Williams        | Subaru Impreza WRX       |
| 2e Rallye international de Charlevoix  | 2001  | Tom McGeer (ON)       | Mark Williams        | Subaru Impreza WRX       |
| 3e Rallye international de Charlevoix  | 2002  | John Buffum           | Steven McAuley       | Hyundai Tiburon 4WD      |